# Fjordterne
Fjordternen (Sterna hirundo) er en 36 cm stor terne, der findes i det meste af Asien, i den nordlige del af Nordamerika og i det meste af Europa. Den danske bestand af ynglende fjordterner udgør omkring 1000 par, med de største kolonier i Vestjylland, bl.a. ved Vadehavet og Nissum Fjord, men også på det centrale Sjælland og i Roskilde Fjord kan man se den. Den trives ved uforstyrrede, lavvandede kyster og på småøer, samt ved indsøer og moser. Om vinteren trækker den til Afrika.

## Ynglepladser
Når fjordternen er 3-4 år gammel, yngler den første gang. Magerne holder ofte sammen i de følgende ynglesæsoner. Der foregår heftige territoriekampe omkring redepladserne ved vådområderne. Hunnen lægger 2-3 æg, i Danmark fra midten af maj, og begge mager udruger dem i løbet af 21-22 dage. Ungerne flyver fra reden efter 22-28 dage, men kan først klare sig selv efter yderligere 1-2 måneder.

## Føde
Fjordternen lever af mindre fisk, bl.a. aborrer, tobiser og hundestejler. I lav højde flyver ternen i flugt over vandet, og når en fisk opdages, går den fra svirreflugt til hurtig styrtdykken. I parringstiden bringer hannen ofte hunnen fisk.  